# Saint-Pierre-d’Argençon
Saint-Pierre-d’Argençon ist eine französische Gemeinde mit 154 Einwohnern (Stand 1. Januar 2022) im Département Hautes-Alpes in der Region Provence-Alpes-Côte d’Azur.

## Geografie
Die Gemeinde liegt am Nordrand des Départements Hautes-Alpes nahe der Grenze zum Département Drôme. Das Gemeindegebiet wird vom Flüsschen Chauranne durchquert.

## Verkehr
Die Gemeinde liegt an der D993, die nach Die und später in Richtung Rhone führt. Außerdem ist über eine andere Straße Gap erreichbar, über die A 52 gelangt man nach Grenoble.

## Bevölkerungsentwicklung
| Jahr      | 1962 | 1968 | 1975 | 1982 | 1990 | 1999 | 2007 | 2016 |
| Einwohner | 164  | 151  | 136  | 147  | 141  | 150  | 165  | 157  |